# Beffroi de Montrouge
Le Beffroi de Montrouge est un bâtiment conçu par l'architecte Henri Decaux, situé à Montrouge (Hauts-de-Seine) et inauguré en 1933, dont le nom provient, par métonymie, de son haut beffroi. Il est aujourd'hui un centre culturel et de congrès, et héberge notamment le Salon d'art contemporain de Montrouge.

## Histoire
En 1932, le maire, Émile Cresp, avait chargé l'architecte Henri Decaux de réaliser un centre administratif pour la ville de Montrouge. Ouvert en 1933, le bâtiment de style Art déco est devenu en 2006 le théâtre de la ville quand un nouveau centre administratif ouvre en proximité,. Le sommet du beffroi est accessible par un escalier de 193 marches.
Il a fait l'objet d'une rénovation entre 2009 et 2012 et a rouvert ses portes en mai 2012.
Élève de Victor Laloux, architecte de la gare du Musée d'Orsay, habitant de Montrouge, Henri Decaux a dessiné l'aérogare du Bourget ainsi que des édifices locaux comme l'hospice Verdier et le groupe d'habitations du Haut-Mesnil.

## Description

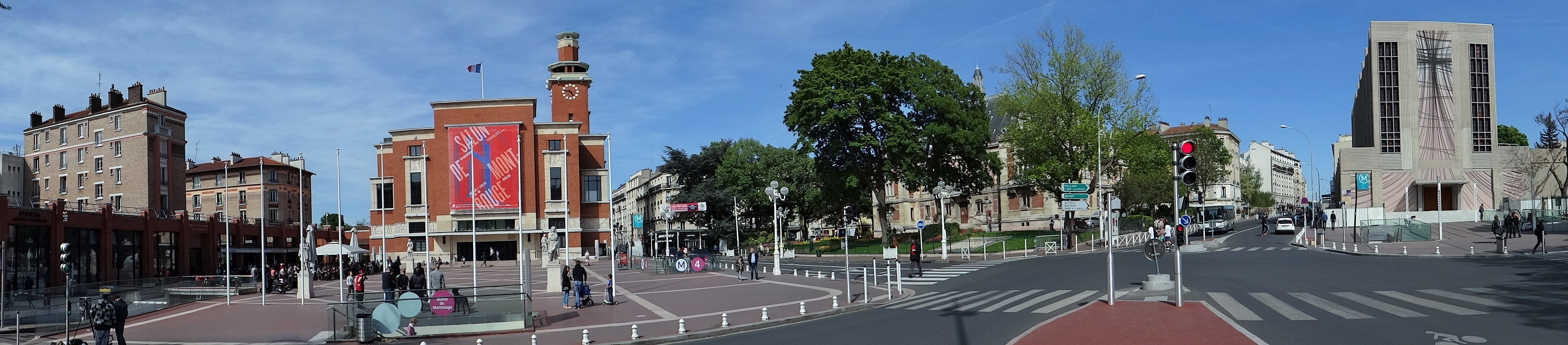
Place Émile-Cresp, Montrouge (avec en arrière-plan, le Beffroi)
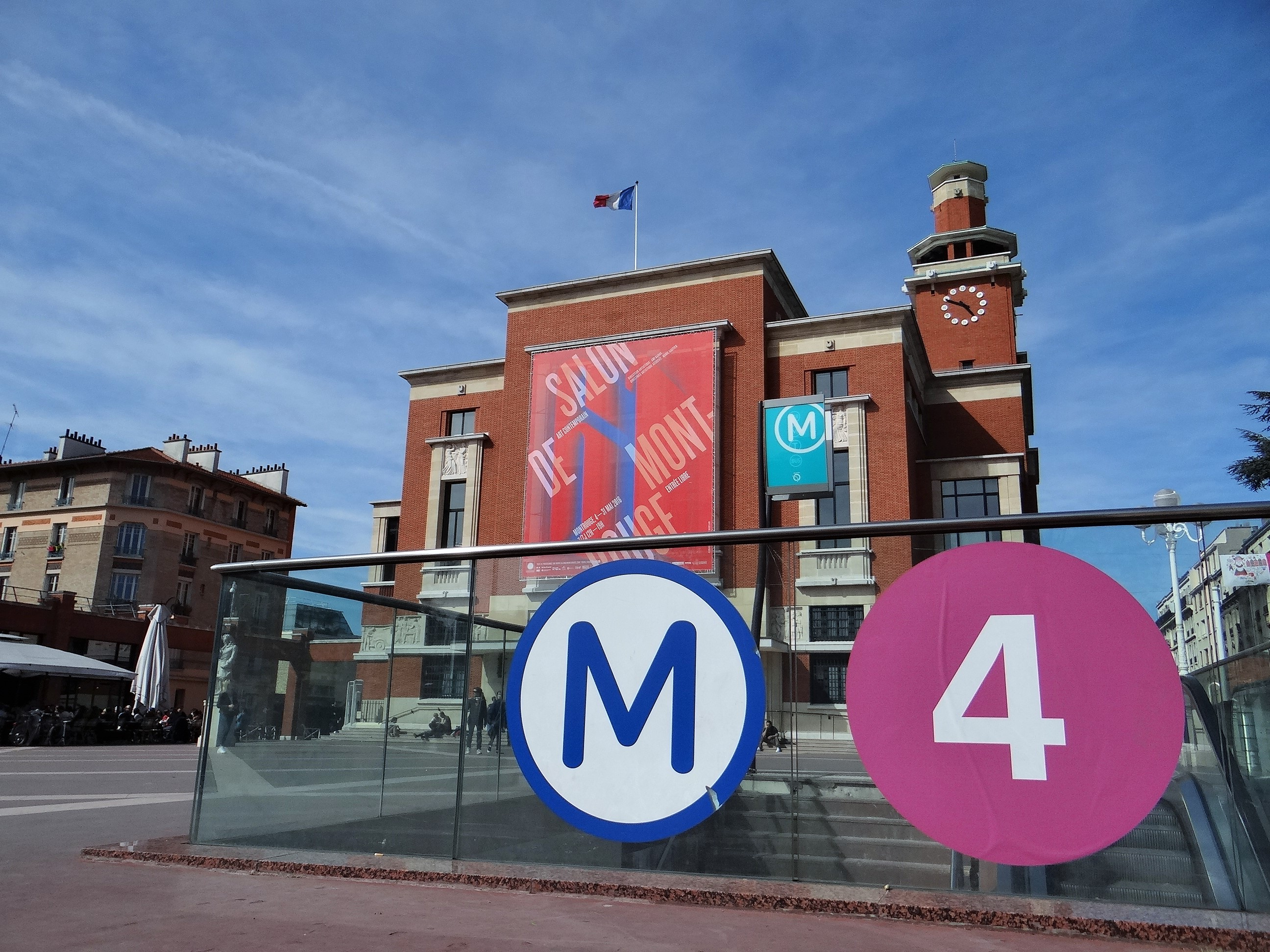
Sortie de métro place Émile-Cresp
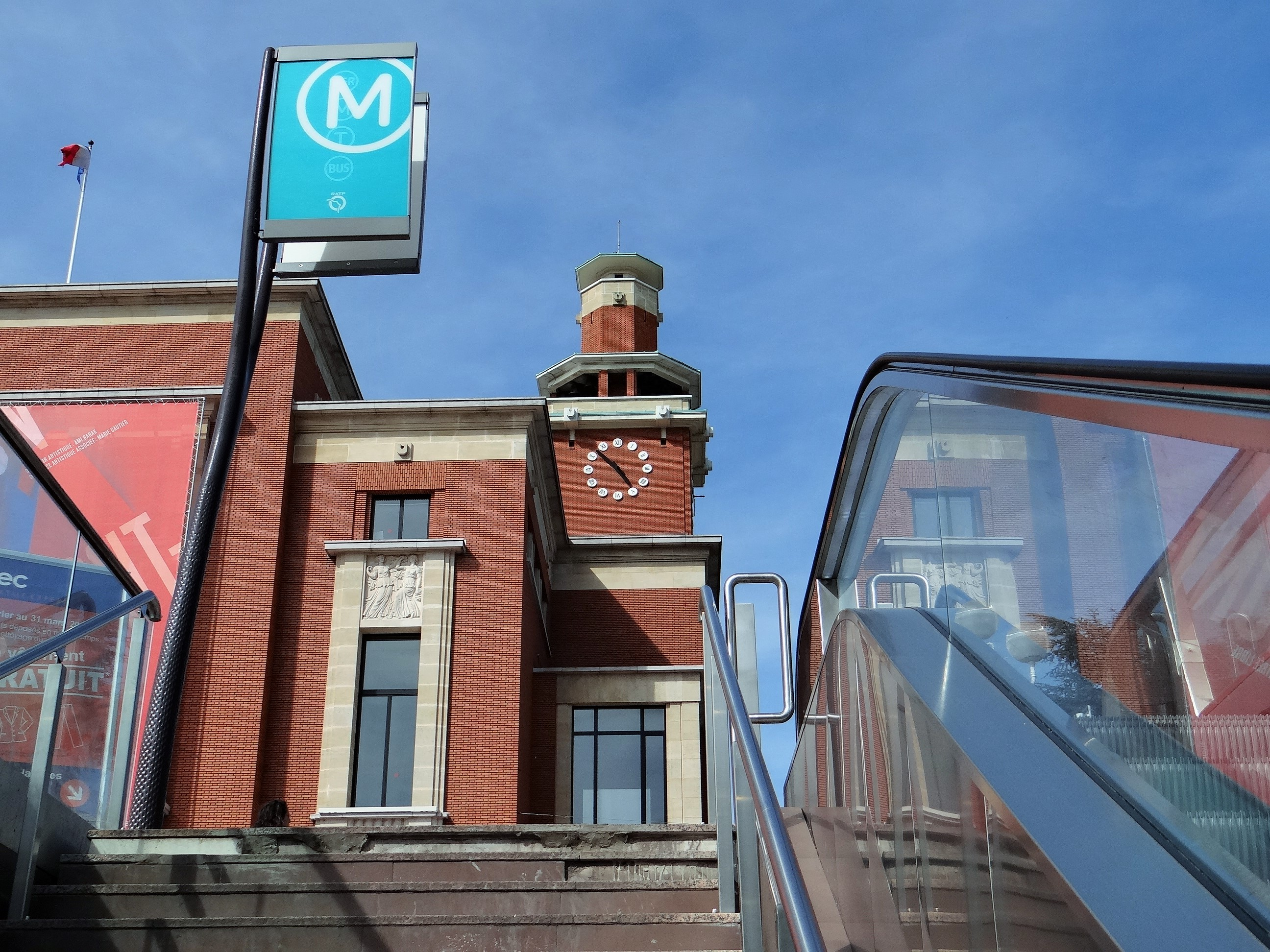
Sortie de métro place Émile-Cresp
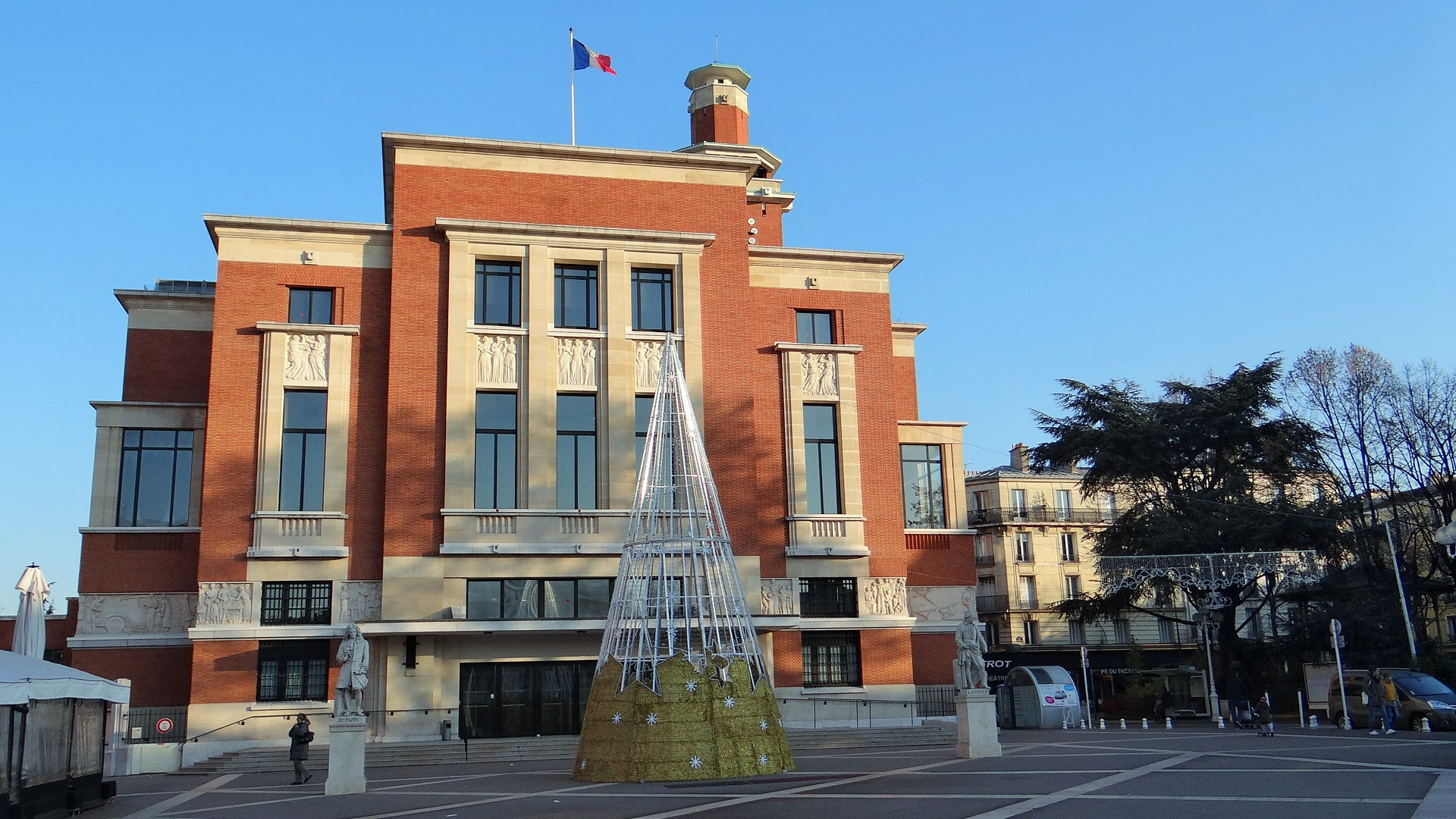
Sapin de Noël, place Émile-Cresp, 2016
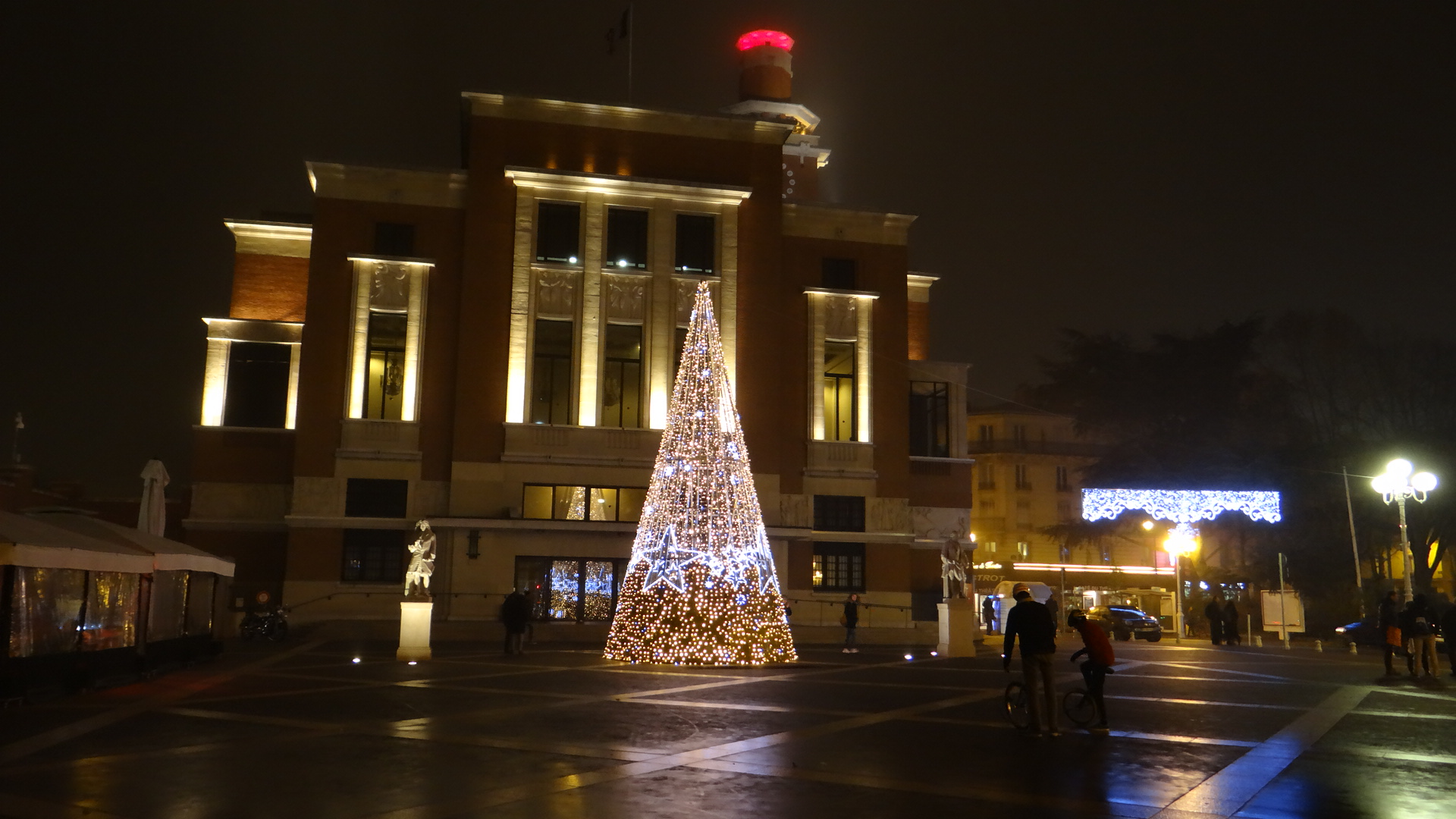
Sapin de Noël, place Émile-Cresp, 2016
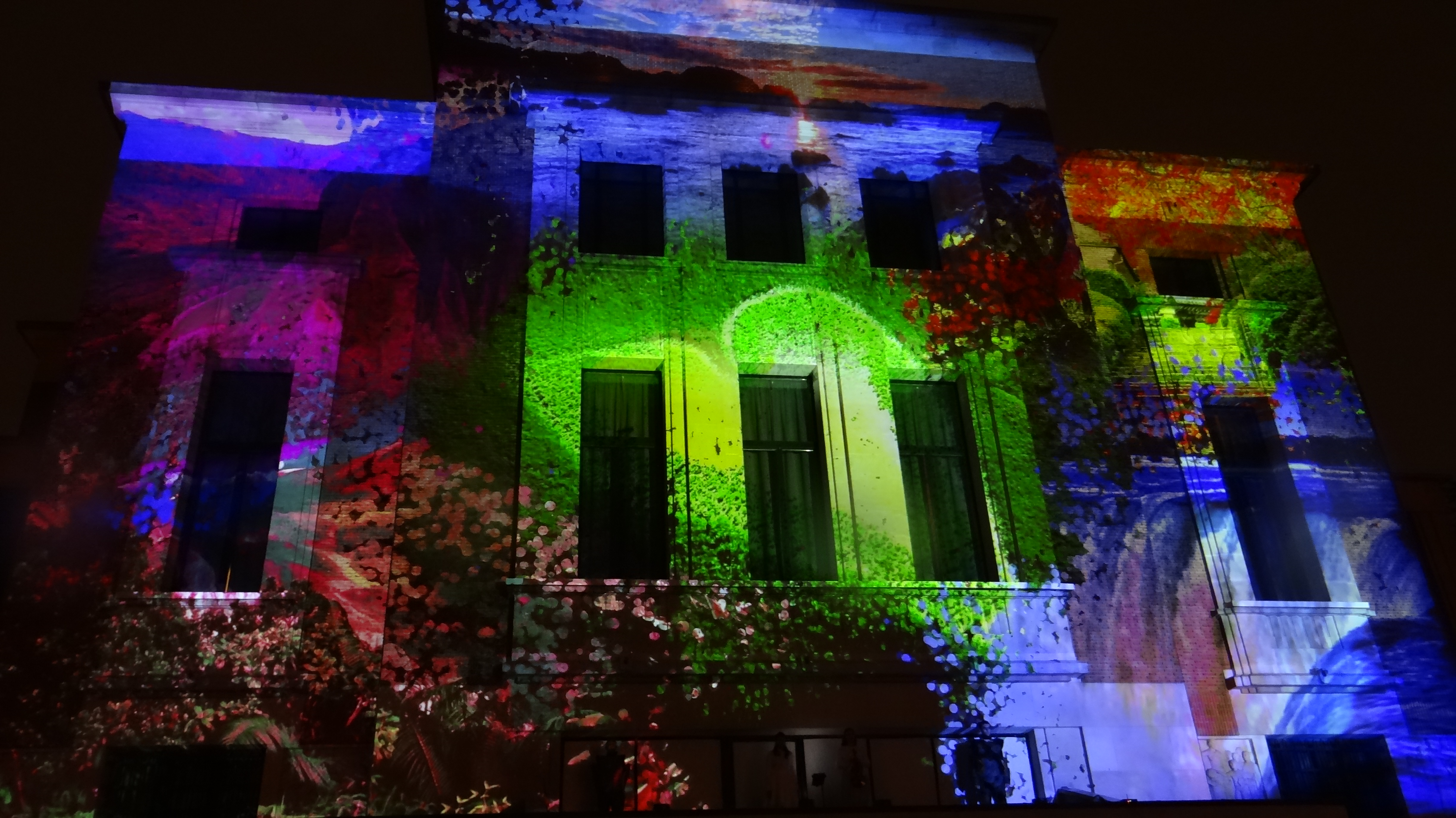
Son et lumière No Man's Land , centenaire de l'Armistice 1914-1918

Le monument se trouve place Émile-Cresp, à l'angle de l'avenue de la République et de la rue Gabriel-Péri. Il est réalisé principalement en briques de Bourgogne de couleur ocre, avec un sol de pierre de comblanchien, alors que l'escalier d'honneur est orné de M stylisés réalisés par le ferronnier d'art Edgar William Brandt.
Sur la façade, les bas-reliefs ont été réalisées par Louis Sajous. Ces motifs évoquent la vie de Montrouge et représentent le monde du travail, de la famille, des arts et du sport.
Le carillon est inauguré le 31 décembre 1999. Le beffroi, haut de 43 mètres, héberge depuis janvier 2000 un carillon de 27 cloches gravées du nom de tous les maires de Montrouge, et depuis janvier 2016, 30 cloches, les trois dernières étant gravées au nom des trois mécènes. Elles doivent être rejointes en 2019 par 19 cloches supplémentaires.
Il est possible de gravir le beffroi lors des journées du patrimoine, avec au sommet une vue panoramique sur Montrouge et Paris.